# Mirela Stanly
Mirela Stanly (* im 20. Jahrhundert in München) ist eine deutsche Autorin mit Wohnsitz in Köln (Stand 2017). Im Emons Verlag veröffentlichte sie mehrere Bücher der Reihe Unnützes Wissen, unter anderem über die Städte Köln, Berlin, München, Frankfurt am Main, Hannover und Wien sowie das Ruhrgebiet.

## Schriften (Auswahl)
- Unnützes Wissen Hannover. 711 erstaunliche Fakten, [Köln]: emons, [2017], ISBN 978-3-7408-0101-4 und ISBN 3-7408-0101-8; Inhaltstext